# 机「9」文字事件
机「9」文字事件（つくえきゅうもじじけん）は、1988年（昭和63年）2月21日未明に東京都世田谷区で発生した事件である。中学校に侵入した犯人グループによって警備員が監禁された上、机と椅子が校庭に運び出されてアラビア数字の「9」の形状に並べられたこの事件は、当初目的も動機も見当がつかなかったことから、マスメディアを賑わせた。

## 事件の推移について

### 発生
1988年（昭和63年）2月21日午前1時頃、東京都世田谷区鎌田の区立砧南中学校に、ストッキングで覆面をし、軍手をはめた男達が校門を乗り越えて侵入。宿直室にいた警備員（当時38歳）を粘着テープとビニールひもで椅子に縛り付けた上、トイレに監禁した。
3時間後、人の気配がなくなったところで警備員は自力で脱出し、警察に通報。警備員が校舎外に出てみたところ、校庭中央に大量の机と椅子が置かれていた。初めはそれが何か分からなかったが、屋上から見ると校庭に「9」の形状に机が整然と並べられ、さらにその右下脇には椅子9個が丁度「．（ピリオド）」のような円形に並べられていた。犯行に用いられた机447個と椅子9個は、宿直室がある校舎とは別棟の3階建ての南校舎から運び出されたもので、犯人は作業を大人数で行ったのは間違いなかったが、目的も動機も全く見当のつかない犯行であった。
事件が起きたのが日曜日の未明だったことや、警察の現場検証があったため、机は一晩、校庭に置かれた。22日午前8時20分、登校してきた生徒が自分の机を探して教室に持ち帰り、授業は平常通り行われた。

### 報道と推理
捜査当局は10人から30人による犯行と推定し、「9」の意味について推理小説の題名や9人グループの意、もしくは現場となった中学校の前年卒業の第9期生を意味するといった憶測をし、同校の卒業生を重点的に聞き込みをした。
また事件を巡り週刊誌などは「9」の文字の謎を巡って様々な推理が行われた。2月24日には砧南中に犯行声明文が届き、9は（当時の人気アイドルグループの）少年隊と光GENJIを合わせた10人から1を引いたものの意味だと解説、メンバーの意図を表明した。

### 事件の真相と犯人
4月末になって事の真相が明らかとなった。捜査に当たった警視庁成城警察署は4月30日までに、犯行を呼びかけた同中学3期生の園芸リース販売業・A（当時22歳）ほか実際に校舎に侵入し机と椅子を並べた8名と、文字デザイン・設計担当の信州大学農学部3年生・B（当時22歳）の計9名を警備員に対する逮捕監禁容疑で逮捕した。主犯のAほか8名のうち、Aら4名は同中学の卒業生、1人は同中学在校後他校に転校した者、3人は同中学との関係はないAの知人など。またBも卒業生であった。Aは同中学在学中「多摩川ブラックエンペラー」なる暴走族に属していた非行少年であった。またAは逮捕前、毎日新聞の取材を受けていた。
逮捕直後は「宇宙人に対しての呼びかけ」・「1999年に日本のトップに居るという宣言」などと供述していたが、真の犯行の動機は「世間を騒がせたい」「久しぶりに沢山の仲間とワイワイやるのが楽しかった」というもので、単なるいたずら・愉快犯であった。「9」の文字の意味も、グループの人数を示すほか、A個人が「1桁では最大で一番好きな数字だから」という、さしたる意味もない単純なものだった。
刑事裁判では主犯のAに懲役1年6か月、Bら主犯格2名に懲役1年（共に執行猶予3年）の有罪判決、他6名には罰金1万円の略式命令が下された。これは建造物侵入、逮捕・監禁罪のもので、校庭に「9」の字を作ったことが罪に問われたわけではない。

## 「9」の字について
「9」の字は机447脚と椅子9脚を使用して作られたもので縦30m・横20m程の大きさ、校庭からの視点ではとても9に見えない大きさであったが、地面に下書きや、机をずらした跡が見当たらないため、これにより警察は計画的かつ組織的に作られたものだと判断したという。
使用された机は校舎から運び出されたものだが、机の中にあった生徒の持ち物は律儀にも椅子の上にきれいに置かれていて、盗まれたものは一つとしてなかった。
- 机はすべて同校南棟から持ち出されている。1階　1年A組～E組まで全クラスの全199台、2階　2年D組とE組から28台、3階　3年A組～E組の220台(階段に最も近いF組は手つかず)持ち出された机はすべてスチール製で1台の重さは13.6kgであったという[10]。

逮捕後、Bがデザインしたと判明。供述によると、「9」の文字は、校庭の夜間照明の中心に目印の机を1つ置いた上で、東西南北9歩の場所に4つの机を置き、その左右にも机を置く、続いてそれらの中間点に更に4つの机を置き、円から外側に残り5脚の机を真っ直ぐに置く、直径20mの円を描き、そこから「9」の文字を作るという方法で作られたものであった。更に机の「9」の文字の右下脇の位置に椅子9個を用いて作った「．（ピリオド）」のような円形は、机の「9」の文字が「6」と見間違えられないようにするため、机の文字の上下を示すために並べたものであった。作成には午前1時から午前4時まで3時間掛かった。

## 社会的影響について

### 事件の評価と分析
毎日新聞は1988年12月31日付の社説で、事件を「究極の劇場犯罪」と位置付けた上で、事件は「袋小路に追いつめられた若者たちが、自らの存在を顕示しようとするパフォーマンス」であったとした。また中村希明は『怪談の心理学』において事件は「管理化のすすむ中学校への異議申し立てのパフォーマンスであったのではないか」と評した。

### 模倣と題材化
事件後、学校の備品を用いた模倣犯と見られるいたずらが発生した。8月5日には三重県名張市の小学校でプールサイドに置かれていた机や椅子、テントがプールの中に沈められているのが発見されたが、犯人として補導された同校卒業生ら4人は「9」文字事件のことは知らないと述べた。一方で、逆に机や椅子を用いて校庭に文字を作る行事を開催した学校や、テレビ番組の企画などもあったという。

## 事件を題材とした作品・ノンフィクションについて
- 法月綸太郎の『密閉教室』などの推理小説が、この事件に触発されて書かれたり、漫画家の岡田あーみんが作品『こいつら100%伝説』の中でネタとして取り上げた。
- 1994年には雑誌『Quick Japan』創刊準備号にノンフィクション作家大泉実成によるこの事件のルポルタージュが掲載された。
- 樋口明雄が「ミステリマガジン」2005年8月号にて、校庭にこの事件を思わせる机の9の文字が登場する「カウントダウン」を発表。2007年にはフジテレビの『世にも奇妙な物語 秋の特別編』にて阿部サダヲ主演でテレビドラマ化された。
- 神山健治のアニメ『攻殻機動隊 STAND ALONE COMPLEX』9話で、脅迫相手企業の佐川電子本社の事務机が、何者かによって同本社ビルの屋上に笑い男のマーク形に見るように並べられてあった様子を、報道ヘリが空中から撮影し、生中継する場面がある[15]。
- 福島聡の漫画作品『少年少女』の第9話「彼ら」（『コミックビーム』〈エンターブレイン〉2002年9月号掲載、単行本第2巻所収）でこの事件が扱われている。
- 2ちゃんねるのオカルト板発短編小説『師匠シリーズ』のエピソードのひとつ「保育園」で、登場人物がこの事件について言及する場面がある。
- テレビドラマ版『地獄先生ぬ〜べ〜』第8話で、何者かによって校庭に3が含まれた地上絵が描かれ、2日目は学校の屋上にIIの形に見えるように並べられた場面がある。
- 浅野いにおの漫画作品『おやすみプンプン』第95話で、星川俊樹（ペガサス）がたった一晩の間で中学校の校庭に巨大な三角錐状に机が積み上げられていた「相模原三角事件」の主犯であったと、俊樹の兄によって語られる場面がある。
- 『涼宮ハルヒの憂鬱』 笹の葉ラプソディ　東中学校の校庭にラインカーで織姫と彦星宛てに巨大な絵文字を書くという展開が有る。
- 電気グルーヴのUFO (アルバム)、アルバムジャケットのアートワークが本事件を模している。